# ジョエル・ローティエ

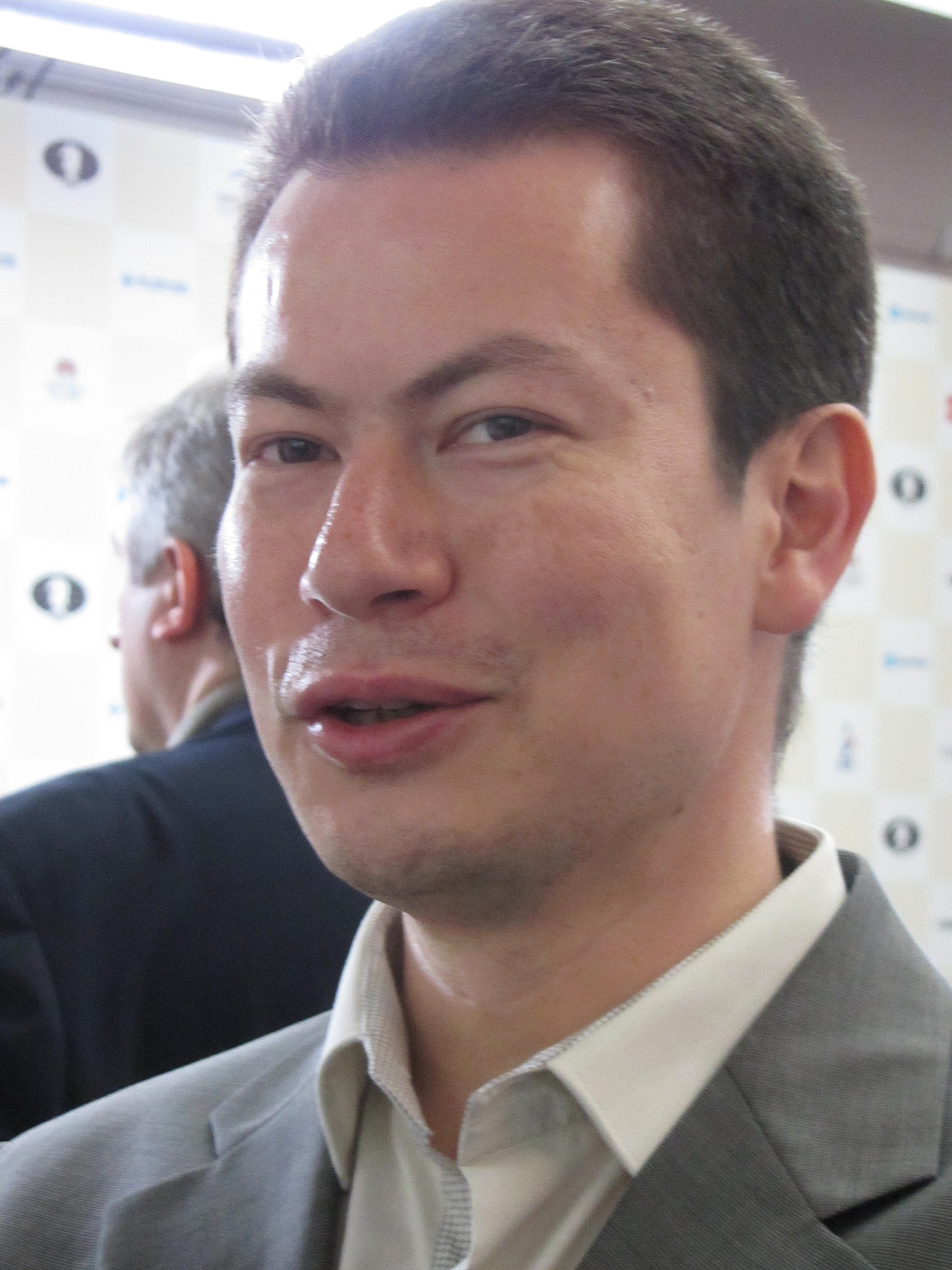
ジョエル・ローティエ

ジョエル・ローティエ（Joël Lautier 、1973年4月12日 - ）は、カナダ出身の日系フランス人のチェス選手。グランドマスターの称号を持つ。

## 経歴
日本人の母、フランス人の父のもとトロントで生まれ、3歳で家族とともにフランスに転居し、ともにコンピューター専門職の両親の手ほどきでチェスを始める。1988年に世界ジュニアチェス選手権で優勝。1997年に同じくチェス選手のアルミラ・スクリプチェンコと結婚。2004年と2005年にFrench Chess Championshipで優勝した。